# Upproret (film)
Upproret (originaltitel: Sulis 1907) är en norsk historisk action-dramafilm från 2023. Filmen är regisserad av Nils Gaup med manus skrivet av Christopher Grøndahl.
Filmen hade biopremiär i Sverige den 2 februari 2024, utgiven av SF Studios.

## Handling
Filmen handlar om kampen mot förtrycket i gruvstaden Sulitjelma i Nordland fylke, kallad Sulis. Filmen utspelar sig i början av 1900-talet, och kretsar kring Konrad och de övriga gruvarbetarnas uppror mot gruvbolaget och dess grymma chef Wennstrøm. 
I filmen så möter vi även den socialdemokratiska agitatorn Helene Ugland-Andersson som är den ende socialistiska agitatorn som tar sig till Sulis för att inge hopp till arbetarna.
Filmen är baserad på verkliga händelser vid Norges näst största arbetsplats.

## Rollista (i urval)
- Otto Fahlgren – Konrad Nilsson
- Simon J. Berger – Wennstrøm
- Alexandra Gjerpen – Helene Ugland-Andersson
- Rune Temte Rasmus
- Mads Sjøgård Pettersen – Per Melien
- Stig Henrik Hoff – Kniv-Axel
- Heidi Ruud Ellingsen – Svarta Bjørn
- Ivar Beddari – Skelle-Gustav
- Anders Dahlberg – Ludvik Granberg

## Produktion
Filmen är producerad av Tom Vidar Karlsen och Trond Eliassen på Storyline NOR i samproduktion med bland andra Film i Väst och Götafilm, med stöd av Svenska Filminstitutet. Inspelningarna av filmen påbörjades våren 2022 i Målselv i Norge. Den har även spelats in i Sulitjelma utanför Fauske.